# Якоб Вінслов
Якоб Вінслов (дан. Jacob B. Winsløw, фр. Winslow Jacob Benignus; 1669, Оденсе — 1760, Париж) — французький анатом. 

## Біографія
Навчався теології та медицині в Голландії. Працював у Парижі, вчився у Дювернея. З 1705 року — керівник кафедри анатомії в Сорбоні, член Французької академії наук. Йому завдячують за будівництво Паризького анатомічного театру (1745). Наукові праці присвячені топографічній анатомії людини, морфології серця і серцевих клапанів, кровообігу плода тощо. Його ім'ям назвали: гачкоподібний відросток підшлункової залози (мала підшлункова залоза або відросток Вінслова); косу підколінну зв'язку (зв'язка Вінслова); сальниковий отвір (отвір Вінслова); судинні зірочки судинно-капілярної пластинки власне судинної оболонки очного яблука, з яких беруть початок вортикозні вени (Вінслові зорі).